# Casas Grandes
Casas Grandes – miejscowość i siedziba gminy w Meksyku, w stanie Chihuahua, nad rzeką San Miguel.
Zachowały się tu pozostałości prekolumbijskiego miasta Paquimé, w 1998 roku wpisane na listę światowego dziedzictwa UNESCO. Miasto to zamieszkane było przez rolniczy lud Indian Paquimé (odłam kultury Mogollón) od około 700 roku n.e. do 1519 roku, kiedy to zostało opuszczone prawdopodobnie wskutek najazdów Apaczów. W czasach swojej największej świetności było ważnym ośrodkiem handlowym regionu.
Architektura budowanych z gliny trzypiętrowych budynków mieszkalnych łączy w sobie elementy architektury indiańskich pueblos z terenów południowych stanów USA ze stylem budowniczym Mezoameryki.